# Hollywood
Hollywood es un barrio de la ciudad de Los Ángeles, California, Estados Unidos, que se ha convertido en una metonimia de la industria cinematográfica estadounidense. Fue fundado como municipio en 1903; en 1910 se fusionó con la ciudad de Los Ángeles y, poco después, surgió una importante industria cinematográfica que, finalmente, se convertiría en la más conocida del mundo. Muchos estudios, como los de Columbia Pictures, Walt Disney Studios, Paramount Pictures, Warner Bros. y Universal Pictures, fueron fundados en Hollywood.

## Historia

### Desarrollo inicial

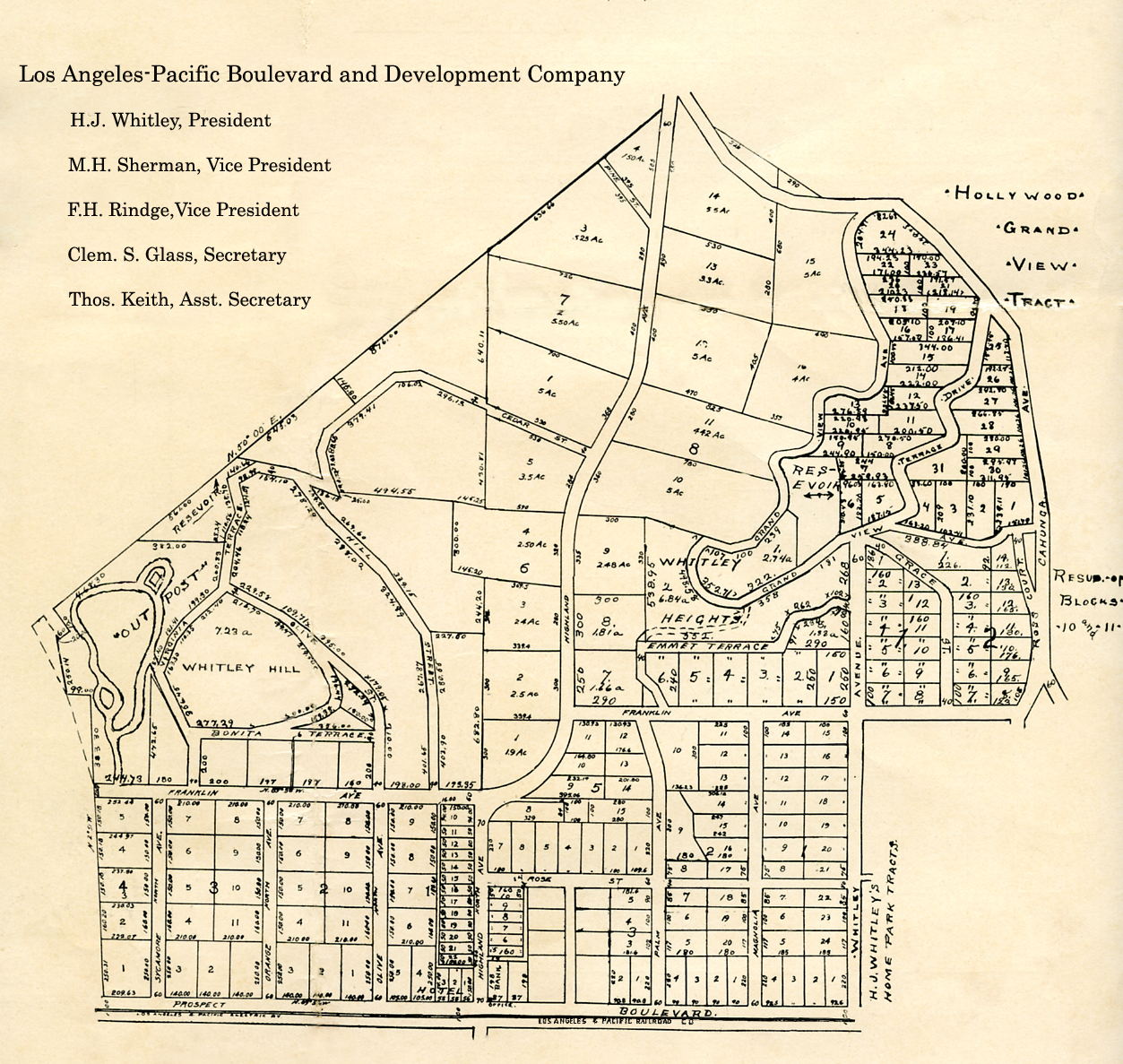
Mapa original de los de la propiedad de H. J. Whitley urbanizada por su empresa, la Los Angeles Pacific Boulevard and Development Company. Highland Avenue recorre el centro de la propiedad. El rectángulo en la esquina inferior derecha es el Whitley Estate, que no formaba parte del desarrollo Grand View.

H. J. Whitley, un promotor inmobiliario, consiguió comprar el rancho de E. C. Hurd, de 1,9 km². Acordaron un precio y cerraron el trato. Whitley compartió sus proyectos para la nueva ciudad con el general Harrison Gray Otis, editor del Los Angeles Times, y con Ivar Weid, un importante empresario de la zona.

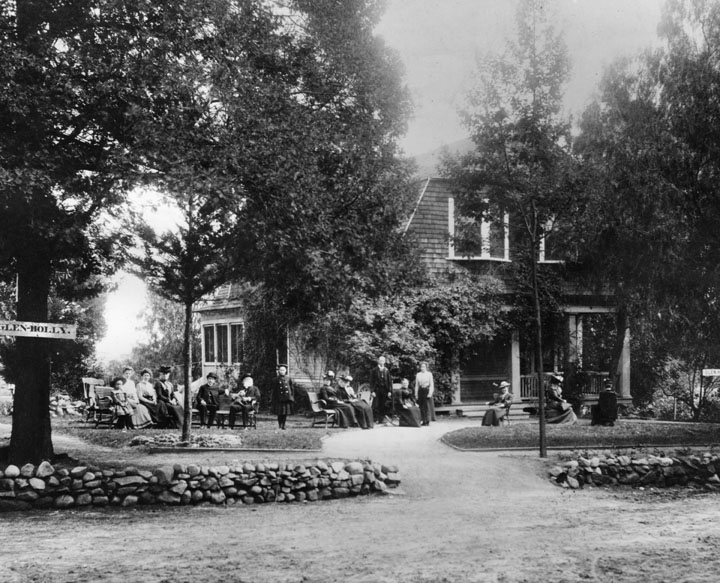
El Glen-Holly Hotel, el primer hotel de Hollywood, construido en la década de 1890 en la esquina de la actual Yucca Street.

Daeida Wilcox, que donó terrenos para ayudar en el desarrollo de Hollywood, aprendió el nombre Hollywood de un conocido que era propietario de una finca con ese nombre en Illinois. La Sra. Wilcox afirmó: «Escogí el nombre Hollywood simplemente porque suena bien y porque soy supersticiosa y el acebo [en inglés: holly] da buena suerte». Recomendó ese mismo nombre a su esposo, Harvey H. Wilcox, que había comprado 49 hectáreas de terreno el 1 de febrero de 1887, aunque no fue hasta agosto de 1887 cuando Wilcox decidió usar ese nombre y presentó en el Registro de la Propiedad del Condado de Los Ángeles una escritura y un mapa de la propiedad.
En 1900, la zona tenía una oficina postal, un periódico, un hotel y dos mercados. Los Ángeles, con una población de 102 479 habitantes, se encontraba unos 16 kilómetros al este y estaba separada de Hollywood por viñedos, campos de cebada y plantaciones de cítricos. Una línea de tranvía recorría el centro de Prospect Avenue (el actual Hollywood Boulevard), conectando Hollywood con Los Ángeles, pero los servicios eran poco frecuentes y el recorrido tardaba dos horas. La antigua planta de envasado de cítricos se transformó en una caballeriza, mejorando el transporte para los habitantes de Hollywood.

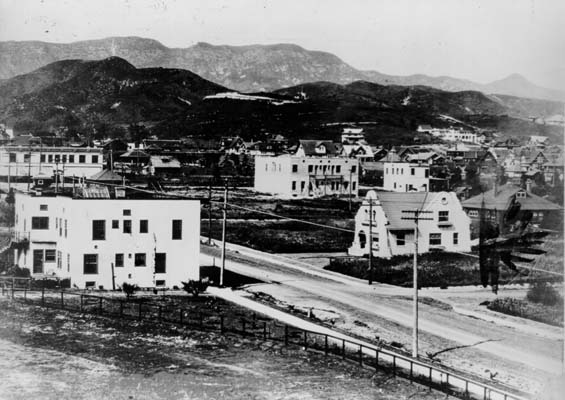
La intersección de Hollywood and Highland en 1907.

El Hollywood Hotel fue inaugurado en 1902 por Whitley, que era el presidente de la Pacific Boulevard and Development Company. Tras adquirir finalmente el rancho de Hurd y subdividirlo, Whitley construyó el hotel para atraer compradores de terreno. Flanqueando el lado oeste de Highland Avenue, el inmueble daba hacia Prospect Avenue, que, aunque era todavía una carretera polvorienta de grava sin pavimentar, era nivelada regularmente. El hotel sería conocido internacionalmente y se convertiría en el centro de la vida cívica y social de Hollywood y en el hogar de las estrellas durante muchos años.
La empresa de Whitley construyó y vendió una de las primeras zonas residenciales de Hollywood, el Ocean View Tract. Whitley se esforzó mucho para promover la zona. Se gastó miles de dólares en instalar iluminación eléctrica y en construir un banco y una carretera hacia el puerto de Cahuenga. La iluminación abarcaba varias manzanas de Prospect Avenue. Los terrenos de Whitley estaban centrados en torno a Highland Avenue· Su desarrollo de 1918, Whitley Heights, recibió su nombre.

### Fundación y fusión
Hollywood fue fundado como municipio el 14 de noviembre de 1903, por 88 votos a favor y 77 en contra. El 30 de enero de 1904, los votantes de Hollywood decidieron, por 113 votos a favor y 96 en contra, prohibir la venta de alcohol en la ciudad, excepto para usos medicinales. Los hoteles y restaurantes no podían servir vino ni bebidas alcohólicas antes ni después de las comidas.
En 1910, la ciudad votó a favor de su fusión con Los Ángeles para conseguir un adecuado suministro de agua y el acceso a su sistema de alcantarillado. Tras la anexión, el nombre de Prospect Avenue se cambió por el de Hollywood Boulevard y cambiaron todos los números cívicos del nuevo barrio. Por ejemplo, el 100 de Prospect Avenue, en la intersección con Vermont Avenue, pasó a ser el 6400 del Hollywood Boulevard; y el 100 del Cahuenga Boulevard, en la intersección con el Hollywood Boulevard, pasó a ser el 1700 del Cahuenga Boulevard.

### Industria cinematográfica

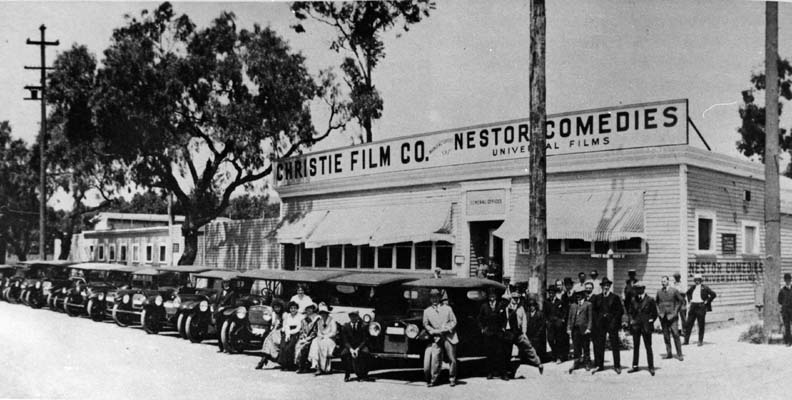
El Nestor Studio, el primer estudio de cine de Hollywood, en 1912.

En 1908, al menos treinta empresas cinematográficas empezaron a establecer sus producciones alrededor de Jacksonville (Florida), atraídas por su clima templado en invierno, su fácil acceso por ferrocarril y una mano de obra más barata que en Nueva York, pero unos pocos años después se marcharon debido a los fenómenos climáticos extremos de la Costa Este y a motivos políticos. Kalem Studios fue el primero en llegar, en 1908, y en 1911 también fue el primero que empezó a producir en la zona de Los Ángeles.
En 1912, varias empresas cinematográficas importantes habían establecido sus producciones en la zona de Los Ángeles. A principios del siglo xx, la mayor parte de las patentes relacionadas con el cine eran propiedad de la Motion Picture Patents Company de Thomas Edison, con sede en Nueva Jersey, y los cineastas a menudo eran demandados y obligados a detener sus producciones. Para evitar esto, los cineastas empezaron a trasladarse a Los Ángeles, donde era más fácil evadir los intentos de aplicar las patentes de Edison. Además, el clima era ideal y proporcionaba un acceso rápido a varios escenarios diferentes. De esta manera, Los Ángeles se convirtió en la capital de la industria cinematográfica estadounidense. Las montañas, llanuras y los bajos precios del suelo hicieron de Hollywood un buen lugar para establecer estudios de cine.

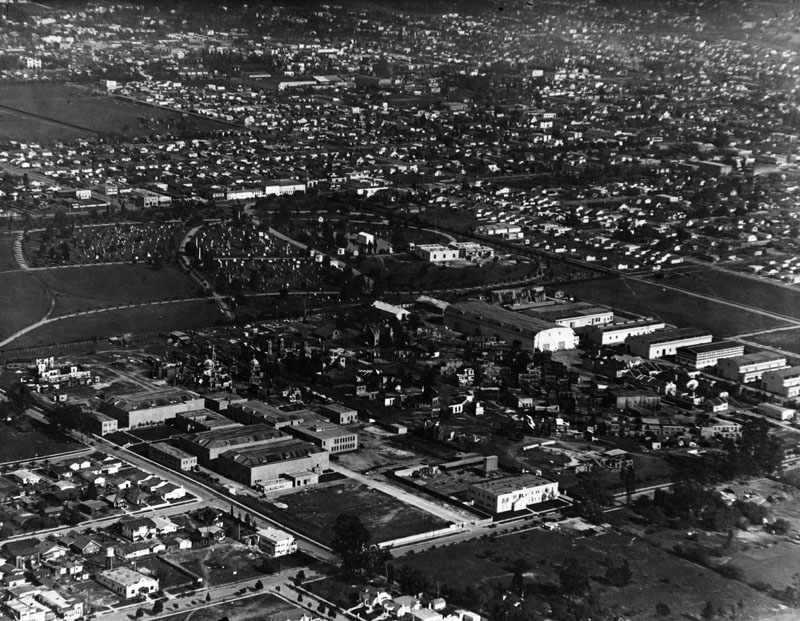
Los estudios de cine de Hollywood en 1922.

El director D. W. Griffith fue el primero que realizó una película en Hollywood. Su cortometraje de diecisiete minutos In Old California fue grabado en 1910 para la Biograph Company. Aunque Hollywood prohibió las salas de cine —cuando no tenía ninguna— antes de la anexión, Los Ángeles no tenía esta restricción. El primer estudio de Hollywood, la Nestor Film Company, fue fundado por la empresa Centaur Film Company de Nueva Jersey en octubre de 1911 en una antigua área de servicio situada en el 6121 del Sunset Boulevard (en la esquina con Gower Street). Pronto cuatro importantes empresas cinematográficas —Paramount, Warner Bros., RKO y Columbia— tendrían estudios en Hollywood, al igual que varias empresas pequeñas y estudios en alquiler.
En la década de 1920, Hollywood era la quinta industria más grande del país. En la década de 1930, los estudios de Hollywood pasaron a estar completamente integrados verticalmente, dado que la producción, la distribución y la exhibición estaban totalmente controladas por estas empresas, lo que permitió a Hollywood producir unas seiscientas películas al año. Hollywood recibió entonces el apodo de Tinseltown (literalmente, «Ciudad de Oropel») y el de «fábrica de sueños» debido a la imagen resplandeciente de la industria del cine.

### Desarrollo posterior

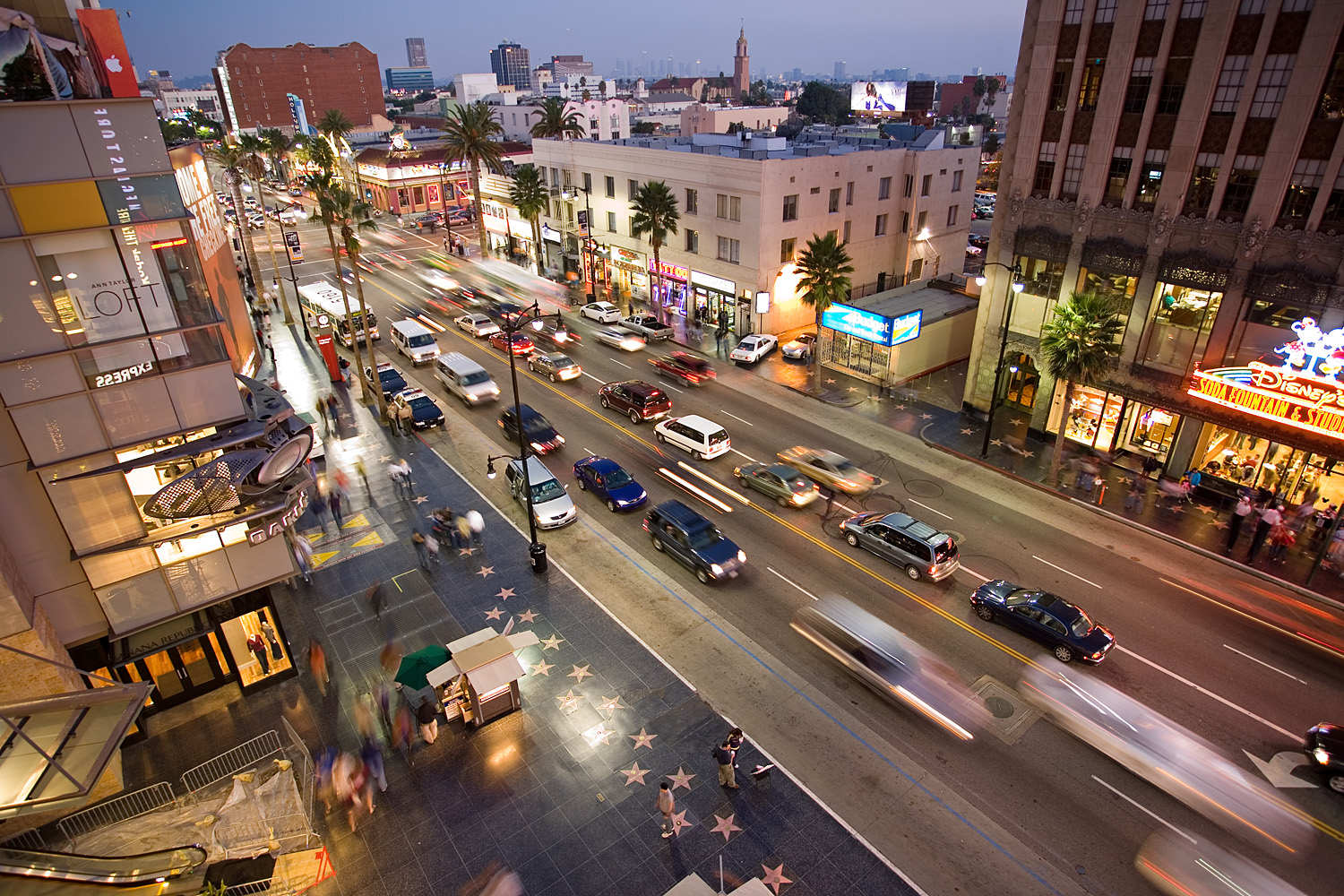
El Hollywood Boulevard visto desde el Dolby Theatre antes de 2006.

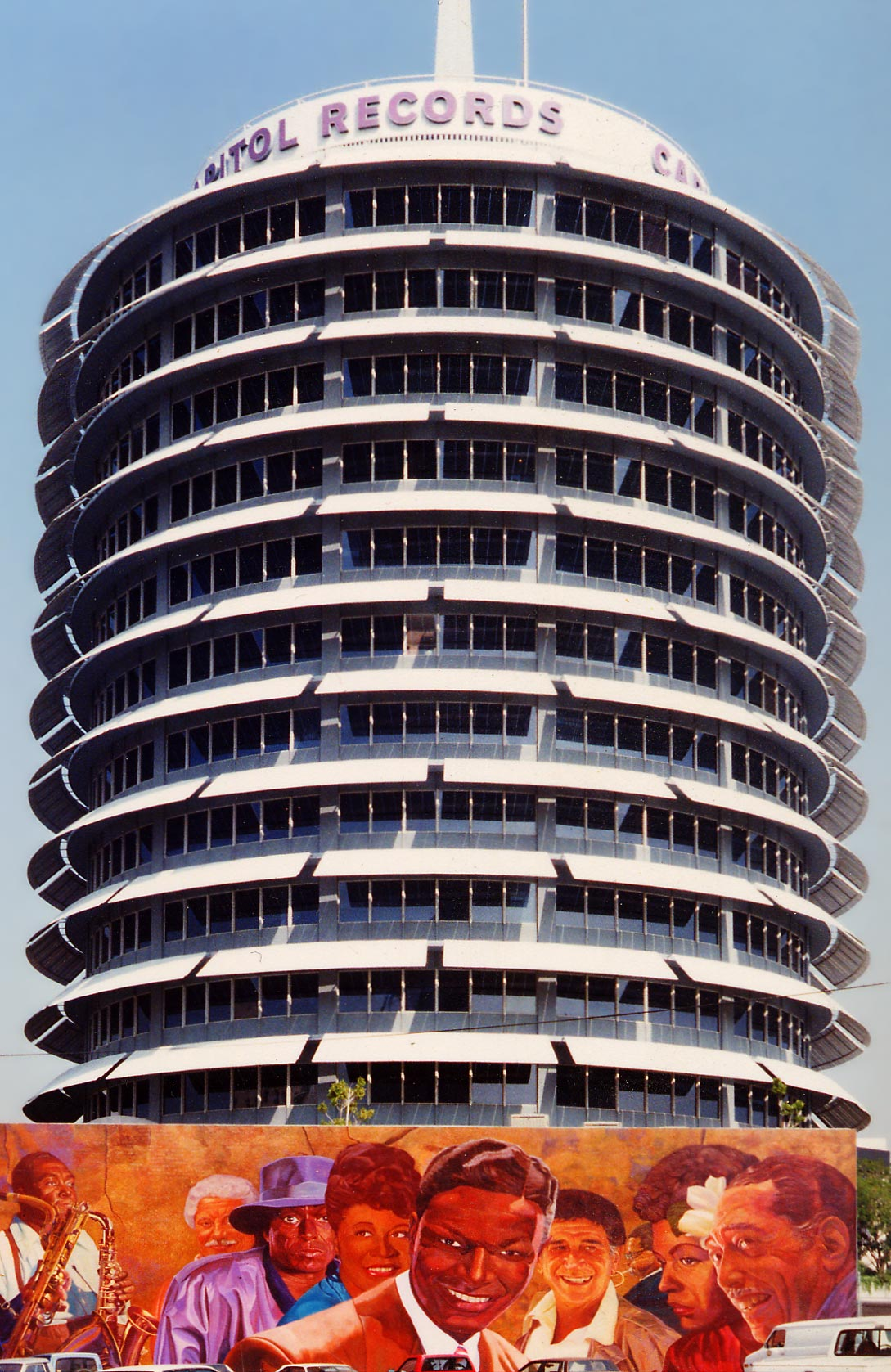
El Capitol Records Building en 1991.

En 1923 se instaló en Hollywood Hills un gran letrero que rezaba «HOLLYWOODLAND» para anunciar el nuevo complejo residencial construido por los promotores inmobiliarios Woodruff y Shoults. En 1949, la Cámara de Comercio de Hollywood firmó un acuerdo con el Ayuntamiento de Los Ángeles para reparar y reconstruir el letrero. El acuerdo establecía que el «LAND» sería retirado, de manera que el letrero rezara «HOLLYWOOD» y se refiriera al barrio en lugar de al complejo residencial.
A principios de la década de 1950 se construyó la Autopista de Hollywood, que atraviesa la esquina noreste del barrio. En 1956 se construyó el Capitol Records Building, situado en Vine Street, justo al norte del Hollywood Boulevard, y en 1958 se creó el paseo de la fama de Hollywood como homenaje a los artistas y otras personalidades significativas de la industria del entretenimiento. Su inauguración oficial se celebró el 8 de febrero de 1960.
En 1985, el distrito comercial y de ocio del Hollywood Boulevard fue incluido en el Registro Nacional de Lugares Históricos. En junio de 1999, se inauguró la ampliación hacia Hollywood de la línea roja del Metro de Los Ángeles, que conecta el centro de Los Ángeles con el Valle de San Fernando y tiene tres estaciones en el Hollywood Boulevard, en sus intersecciones con Western Avenue (Hollywood/Western), Vine Street (Hollywood/Vine) y Highland Avenue (Hollywood/Highland). El Dolby Theatre, que fue inaugurado en 2001 con el nombre de Kodak Theatre en el centro comercial Hollywood and Highland, es el lugar de entrega de los Premios Óscar. Este centro comercial se encuentra donde estaba el histórico Hollywood Hotel.

### Revitalización
Después de que en la década de 1980 el barrio atravesara años de decadencia, muchos monumentos se vieron amenazados por la demolición. La Columbia Square, en la esquina noroeste de la intersección del Sunset Boulevard y Gower Street, forma parte del actual renacimiento de Hollywood. Este complejo de estudios de estilo art déco, completado en 1938, que fue antiguamente la sede en Hollywood de la CBS, pasó a albergar una nueva generación de emisoras cuando en 2014 las redes de televisión por cable MTV, Comedy Central, BET y Spike TV instalaron sus oficinas en él como parte de un proyecto de oficinas, residencial y comercial de 420 millones de dólares. Desde el año 2000, Hollywood se ha gentrificado a un ritmo cada vez más rápido debido a su revitalización, impulsada por empresas privadas e instituciones públicas. Entre 2001 y 2016 se han construido más de mil doscientas habitaciones de hotel en la zona de Hollywood. En 2019 se aprobaron cuatro mil nuevos apartamentos y más de treinta proyectos de edificios.
En 1994, Hollywood (Alabama) y otras diez localidades con el nombre de Hollywood lucharon con éxito contra un intento de la Cámara de Comercio de Hollywood de registrar el nombre y obligar a las demás localidades con el mismo nombre a que le pagaran royalties.

### Movimiento de secesión
En 2002, algunos votantes de Hollywood emprendieron una campaña para que el barrio se separara de Los Ángeles y se convirtiera en un municipio independiente. En junio de ese año, la Junta de Supervisores del Condado de Los Ángeles convocó referéndums de secesión para Hollywood y el Valle de San Fernando en la papeleta electoral. Para que se aprobara, se necesitaba la aprobación de la mayoría de votantes del nuevo municipio propuesto así como de la mayoría de votantes de todo Los Ángeles. En las elecciones de noviembre de ese año, ambas propuestas fracasaron por amplia mayoría en el voto de la ciudad.

## Geografía

El letrero de Hollywood.

De acuerdo con el proyecto Mapping L. A. del Los Angeles Times, el barrio de Hollywood limita con Hollywood Hills al norte, con Los Feliz al noreste, con East Hollywood o Virgil Village al este, con Larchmont y el Hancock Park al sur, con Fairfax al suroeste, con West Hollywood al oeste y con Hollywood Hills West al noroeste.
Las calles que constituyen los límites de Hollywood son: al norte, el Hollywood Boulevard desde La Brea Avenue hasta el límite este del Wattles Garden Park y Franklin Avenue entre Bonita Avenue y Western Avenue; al este, Western Avenue; al sur, Melrose Avenue; y al oeste, La Brea Avenue, que limita con el municipio de West Hollywood.
En 1918, H. J. Whitley encargó al arquitecto A. S. Barnes que diseñara un pueblo de estilo mediterráneo en las colinas junto al Hollywood Boulevard, que se llamaría Whitley Heights y se convertiría en la primera comunidad de celebridades. Otras zonas de Hollywood son Franklin Village, Little Armenia, Spaulding Square, Thai Town y Yucca Corridor.

## Clima
Al igual que el resto de Los Ángeles, Hollywood tiene un clima mediterráneo típico (Köppen: Csa) o subtropical seco. Los inviernos suelen ser templados y lluviosos, aunque también hay muchos días cálidos y soleados. Los veranos son cálidos, soleados y secos, prácticamente sin precipitaciones entre abril y octubre; aunque los días de verano pueden ser cálidos, son considerablemente más frescos que en el Valle de San Fernando. La primavera y el otoño son generalmente cálidos, soleados y agradables. Los vientos de Santa Ana soplan con frecuencia en otoño e invierno, aunque pueden soplar en cualquier mes del año; estos vientos llevan temperaturas más altas y niveles más bajos de humedad, lo que aumenta el riesgo de incendios forestales, especialmente en años secos. Durante el verano puede aparecer smog. Mayo y junio pueden ser brumosos y nublados, un fenómeno denominado por los residentes del sur de California May Gray («mayo gris») o June Gloom («junio oscuro»). La temperatura máxima registrada en Hollywood es 44 °C el 26 de junio de 1990, y la mínima es –4 °C el 8 de diciembre de 1978 y el 23 de diciembre de 1990.
| Parámetros climáticos promedio de Hollywood (Los Ángeles) | Parámetros climáticos promedio de Hollywood (Los Ángeles) | Parámetros climáticos promedio de Hollywood (Los Ángeles) | Parámetros climáticos promedio de Hollywood (Los Ángeles) | Parámetros climáticos promedio de Hollywood (Los Ángeles) | Parámetros climáticos promedio de Hollywood (Los Ángeles) | Parámetros climáticos promedio de Hollywood (Los Ángeles) | Parámetros climáticos promedio de Hollywood (Los Ángeles) | Parámetros climáticos promedio de Hollywood (Los Ángeles) | Parámetros climáticos promedio de Hollywood (Los Ángeles) | Parámetros climáticos promedio de Hollywood (Los Ángeles) | Parámetros climáticos promedio de Hollywood (Los Ángeles) | Parámetros climáticos promedio de Hollywood (Los Ángeles) | Parámetros climáticos promedio de Hollywood (Los Ángeles) |
| Mes                                                       | Ene.                                                      | Feb.                                                      | Mar.                                                      | Abr.                                                      | May.                                                      | Jun.                                                      | Jul.                                                      | Ago.                                                      | Sep.                                                      | Oct.                                                      | Nov.                                                      | Dic.                                                      | Anual                                                     |
| --------------------------------------------------------- | --------------------------------------------------------- | --------------------------------------------------------- | --------------------------------------------------------- | --------------------------------------------------------- | --------------------------------------------------------- | --------------------------------------------------------- | --------------------------------------------------------- | --------------------------------------------------------- | --------------------------------------------------------- | --------------------------------------------------------- | --------------------------------------------------------- | --------------------------------------------------------- | --------------------------------------------------------- |
| Temp. máx. abs. (°C)                                      | 32.8                                                      | 32.8                                                      | 34.4                                                      | 41.1                                                      | 38.9                                                      | 44.4                                                      | 41.7                                                      | 40.6                                                      | 43.3                                                      | 42.2                                                      | 37.8                                                      | 33.3                                                      | 44.4                                                      |
| Temp. máx. media (°C)                                     | 20                                                        | 21.1                                                      | 21.1                                                      | 23.3                                                      | 23.9                                                      | 26.7                                                      | 29.4                                                      | 30                                                        | 28.9                                                      | 26.7                                                      | 22.8                                                      | 20.6                                                      | 24.4                                                      |
| Temp. mín. media (°C)                                     | 8.3                                                       | 9.4                                                       | 10.6                                                      | 11.7                                                      | 13.9                                                      | 16.1                                                      | 17.8                                                      | 18.3                                                      | 17.8                                                      | 15                                                        | 10.6                                                      | 8.3                                                       | 13.3                                                      |
| Temp. mín. abs. (°C)                                      | -2.2                                                      | 1.1                                                       | 1.7                                                       | 2.8                                                       | 5.6                                                       | 9.4                                                       | 11.7                                                      | 10.6                                                      | 7.8                                                       | 4.4                                                       | 1.1                                                       | -4.4                                                      | -4.4                                                      |
| Precipitación total (mm)                                  | 88.1                                                      | 96.8                                                      | 82.3                                                      | 21.6                                                      | 7.9                                                       | 1.8                                                       | 0.5                                                       | 3.6                                                       | 8.9                                                       | 9.9                                                       | 29.5                                                      | 50.3                                                      | 401.3                                                     |
| Fuente n.º 1: MyForecast y MSN (valores extremos)         |                                                           |                                                           |                                                           |                                                           |                                                           |                                                           |                                                           |                                                           |                                                           |                                                           |                                                           |                                                           |                                                           |
| Fuente n.º 2: PlantMaps (medias)                          |                                                           |                                                           |                                                           |                                                           |                                                           |                                                           |                                                           |                                                           |                                                           |                                                           |                                                           |                                                           |                                                           |

## Demografía

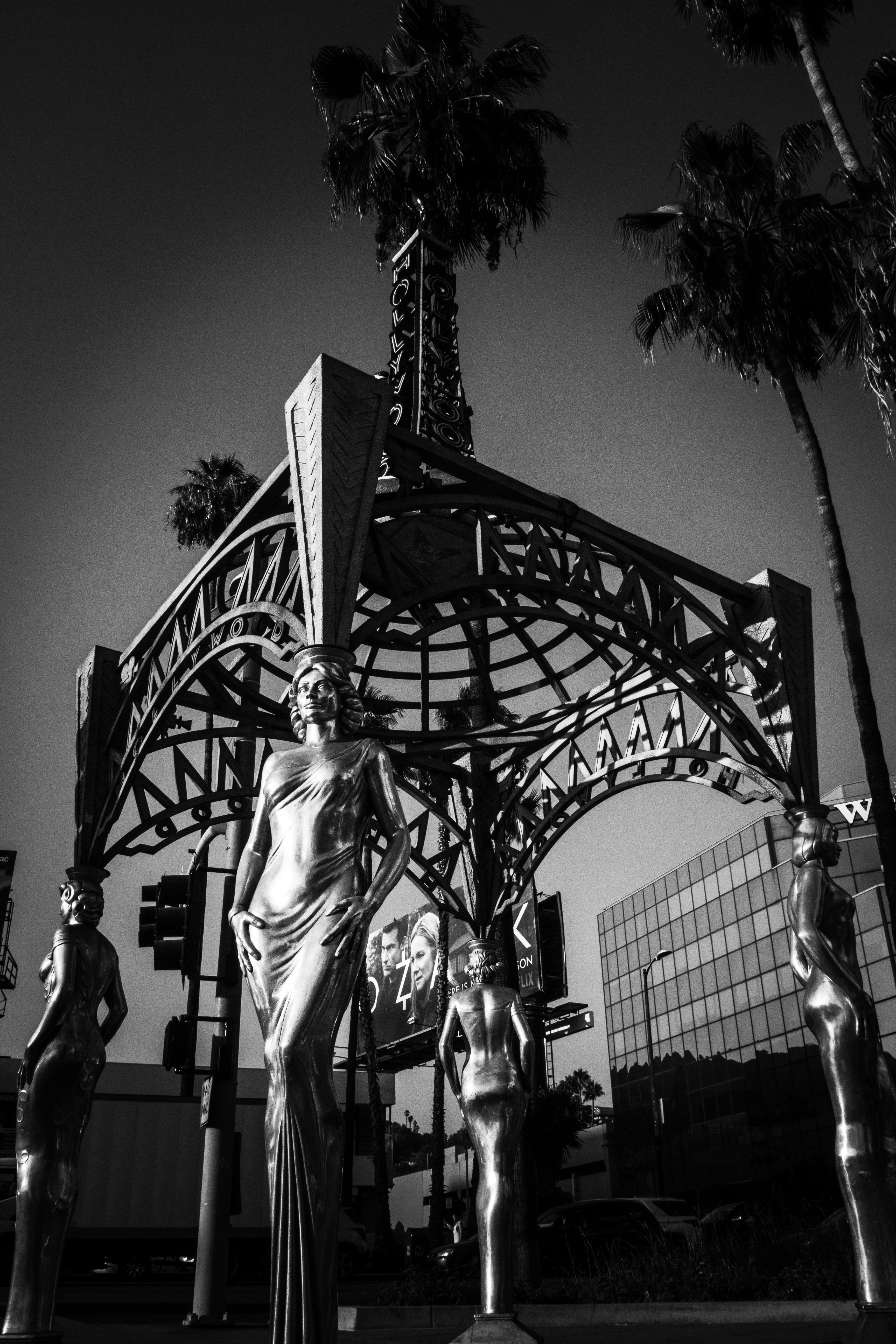
Las «cuatro damas de Hollywood» en 2018.

El censo de los Estados Unidos de 2000 contó 77 818 residentes en los 9,09 km² del barrio de Hollywood, con una media de 8569 habitantes por km², que le hacen el séptimo barrio con mayor densidad de población del condado de Los Ángeles. En 2008 el Ayuntamiento estimó que su población había aumentado a 85 489. La edad mediana de sus residentes era de treinta y un años, en torno a la media de la ciudad.
Hollywood se consideró «muy diverso» étnicamente en comparación con el conjunto de la ciudad. En 2000, su composición étnica era la siguiente: 42.2 % latino o hispano, 41 % blanco no hispano, 7.1 % asiático, 5.2 % negro y 4.5 % otros. México (21.3 %) y Guatemala (13 %) eran los lugares de nacimiento más frecuentes del 53.8 % de residentes que habían nacido en el extranjero, una cifra considerada alta para la ciudad.
El ingreso mediano de un hogar era de 33 694 dólares de 2008, considerado bajo para Los Ángeles. El tamaño medio del hogar, 2.1 personas, también era inferior a la media de la ciudad. El 92.4 % de las viviendas estaban ocupadas por arrendatarios, y el resto por propietarios.
Los porcentajes de hombres que nunca se habían casado (55.1 %), de mujeres que nunca se habían casado (39.8 %) y de viudas (9.6 %) estaban entre los más altos del condado. Había 2640 familias monoparentales, en torno a la media de Los Ángeles. En el año 2000, había 2828 veteranos de guerra, que suponían el 4.5 % de la población, una cifra baja para el conjunto de la ciudad. El porcentaje de residentes de Hollywood con al menos veinticinco años de edad que tenían un grado universitario de cuatro años ascendía al 28 % de la población, aproximadamente el mismo que en el conjunto del condado.

## Radio y televisión
La KNX fue la última emisora de radio que emitió desde Hollywood, hasta que en 2005 dejó la CBS Columbia Square —situada en el Sunset Boulevard— por un estudio en la Miracle Mile. El 22 de enero de 1947, empezó a emitir en Hollywood la primera estación de televisión comercial al oeste del río Misisipi, la KTLA. En diciembre de ese mismo año, The Public Prosecutor se convirtió en la primera serie de televisión grabada en Hollywood. Las estaciones de televisión KTLA y KCET, ambas en el Sunset Boulevard, fueron las últimas emisoras (de radio o televisión) con sede en Hollywood, pero la KCET vendió sus estudios a la Iglesia de la Cienciología y se trasladó a otra ubicación. La KNBC se trasladó en 1962 de los antiguos NBC Radio City Studios en la intersección del Sunset Boulevard y Vine Street a los NBC Studios de Burbank. La KTTV se trasladó en 1996 de su antigua sede en Metromedia Square en el Sunset Boulevard a West Los Ángeles, y la KCOP dejó su sede en La Brea Avenue para unirse a la KTTV. KCBS-TV y KCAL-TV se trasladaron de la CBS Columbia Square a unas nuevas instalaciones en el CBS Studio Center en Studio City.

## Gobierno

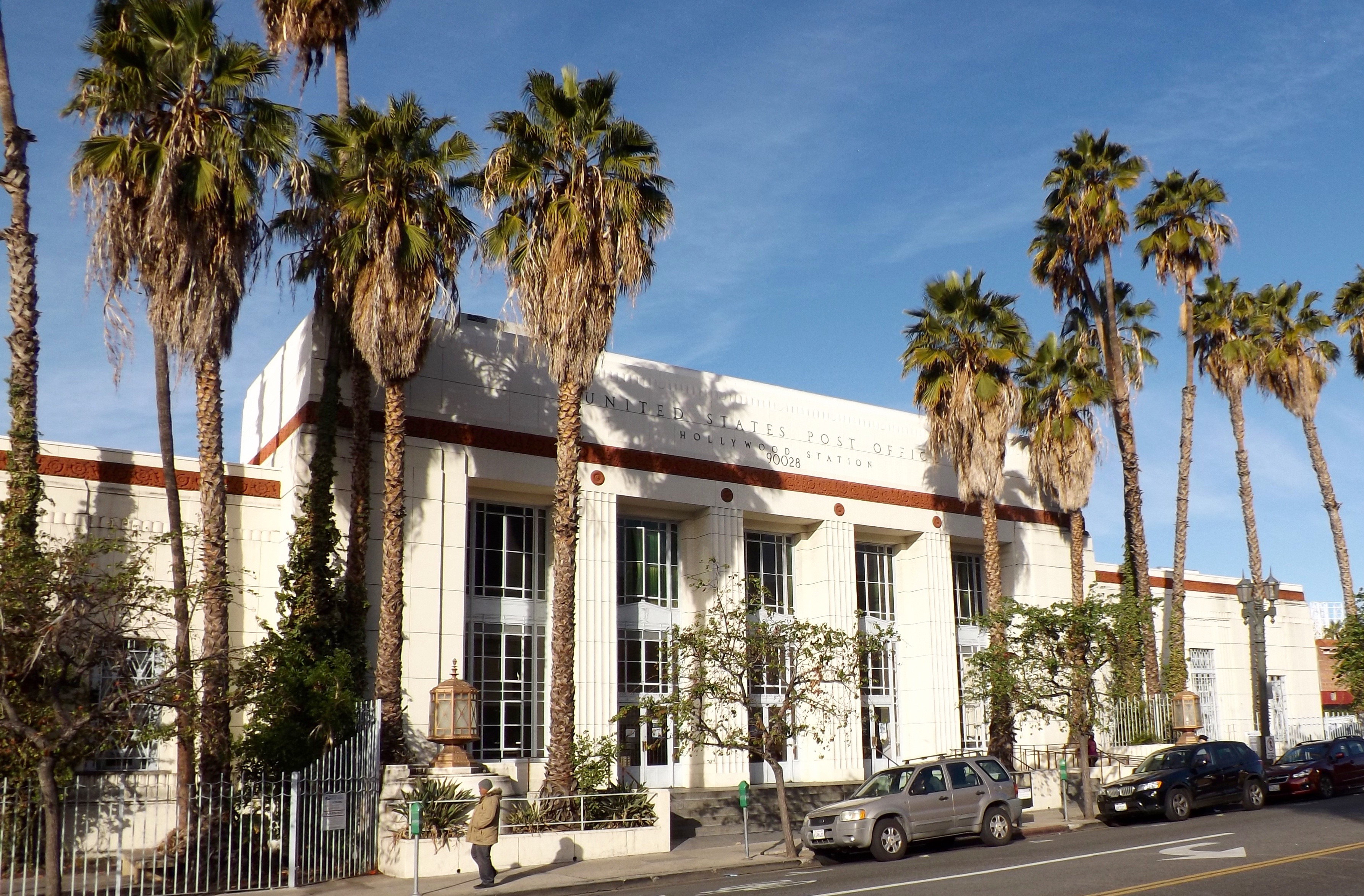
La oficina postal de Hollywood en 2015.

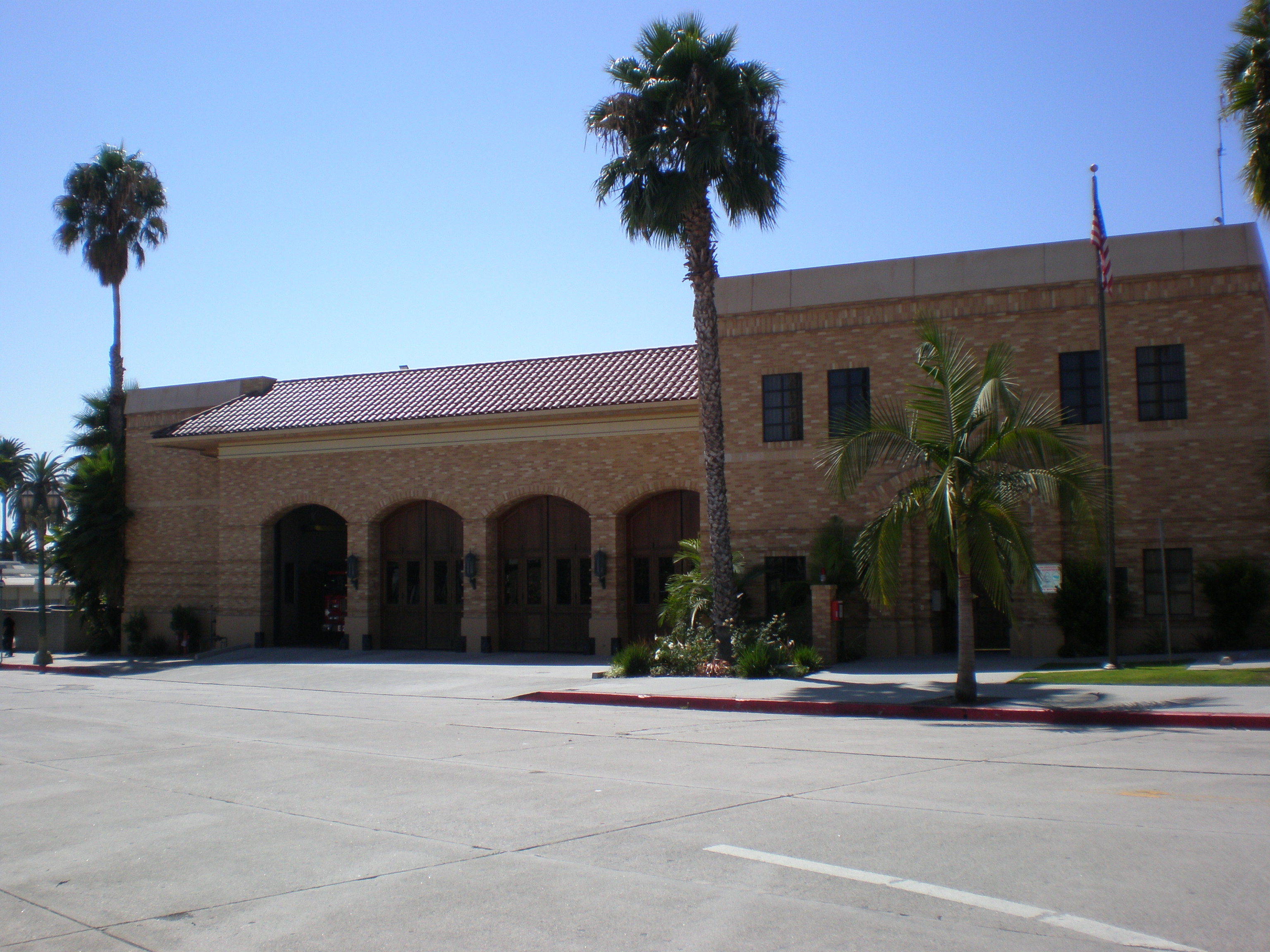
La estación de bomberos n.º 27 en 2010.

Como es un barrio dentro del término municipal de Los Ángeles, Hollywood no tiene un gobierno municipal propio, pero la Cámara de Comercio de Hollywood nombró un «alcalde honorario de Hollywood» para propósitos ceremoniales: Johnny Grant ostentó este cargo desde 1980 hasta su muerte el 9 de enero de 2008.

### Servicios de emergencias
El Departamento de Policía de Los Ángeles es responsable de los servicios de policía en el barrio. La comisaría de policía de Hollywood se encuentra en el 1358 de la North Wilcox Avenue. El Departamento de Bomberos de Los Ángeles tiene cuatro estaciones de bomberos en la zona: la 27, la 41, la 52 y la 82. El Departamento de Servicios de Salud del Condado de Los Ángeles gestiona el centro de salud de Hollywood-Wilshire.

### Oficina postal
El Servicio Postal de los Estados Unidos gestiona la Oficina Postal de Hollywood, la Oficina Postal de Hollywood Pavilion y la Oficina Postal de Sunset.

### Consejos vecinales
Hollywood está incluido en el Hollywood United Neighborhood Council (HUNC), en el Hollywood Hills West Neighborhood Council y en el Hollywood Studio District Neighborhood Council. Los consejos vecinales (en inglés: neighborhood councils) tienen funciones consultivas en materias como urbanismo, planificación y otros asuntos comunitarios. Los miembros de estos consejos son elegidos por los «interesados» (en inglés: stakeholders), definidos como cualquiera que viva, trabaje, sea dueño de una propiedad o pertenezca a una organización dentro de los límites del consejo.
El 16 de enero de 2025, el presidente electo de los Estados Unidos, Donald Trump, anunció el nombramiento de Sylvester Stallone, Mel Gibson y Jon Voight como «embajadores especiales» en Hollywood.

## Eventos especiales

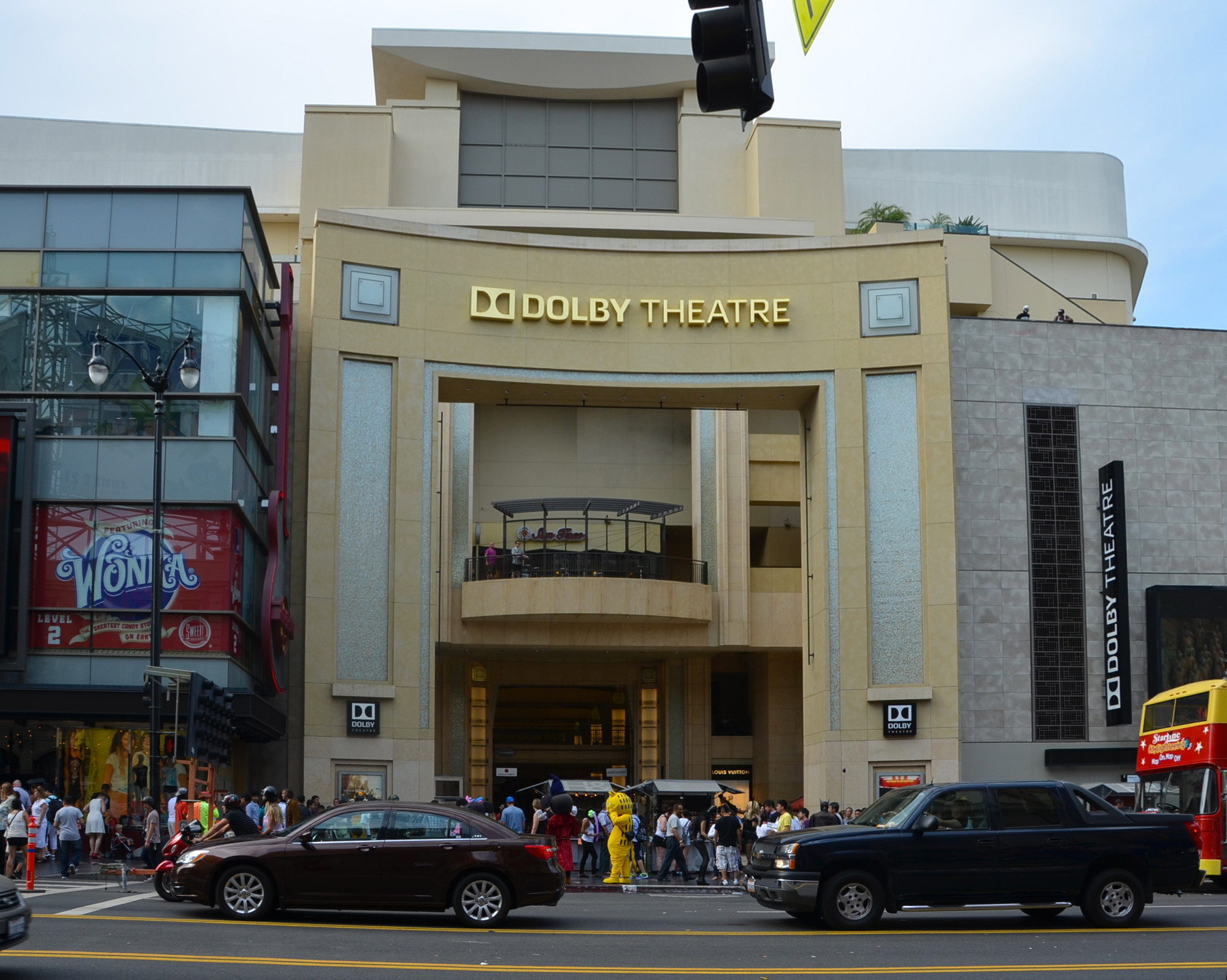
El Dolby Theatre.

Los Premios Óscar se celebran (desde 2004) a finales de febrero o principios de marzo de cada año, en reconocimiento a los logros de la industria cinematográfica obtenidos en el año anterior. Antes de 2004, se celebraban a finales de marzo o principios de abril. Desde 2002, los Óscar se han entregado en el Dolby Theatre (antiguamente llamado Kodak Theatre), situado en la intersección del Hollywood Boulevard con Highland Avenue.
El desfile anual de Navidad de Hollywood recorre el Hollywood Boulevard y es emitido en la zona de Los Ángeles por la KTLA, y a nivel nacional por las emisoras propiedad de Tribune y por WGN America.
Desde 2012, en abril de cada año se celebra la media maratón de Hollywood, para recaudar fondos para los refugios locales de jóvenes sin hogar y concienciar sobre esta causa. El evento incluye una media maratón, carreras de 10 km y 5 km y una carrera de diversión para niños a lo largo del Hollywood Boulevard.